# Gustav Carstensen
Gustav Vilhelm Carstensen, född 1 oktober 1894 i Karlstorps socken, Jönköpings län, död 26 mars 1980 i Råsunda, var en svensk teolog.
Carstensen blev docent i Lund 1925 och lektor i Luleå 1927. Carstensens doktorsavhandling, Individualitetskanken hos Schleiermacher (1924), en ingående undersökning över Schleiermacher, belyser särskilt förhållandet mellan denne och romantiken. Carstensen har även varit verksam inom Sveriges kristliga gymnasiströrelse 1920-22.